# DN19E
De DN19E (Drum Național 19E of Nationale weg 19E) is een weg in Roemenië. Hij loopt van Biharia bij Oradea naar Chiribiș bij Marghita. De weg is 39 kilometer lang.